# Questions internationales
Questions internationales (буквально «Mеждународные Вопросы») — журнал на французском языке o международных отношениях и европейской политике.
Издаётся La Documentation française во Франции c 2003 года и публикуется каждые два месяца.
Главный редактор — профессор и специалист международного права Серж Сюр (Serge Sur) из университета Париж II (Université Paris II - Panthéon Assas).
В журнале публикуются известные учёные и специалисты, в том числе: бывший министр Юбер Ведрин, американские профессора Езра Сулейман и Джон Икенберри, американский посол Даньель Курцер, бывший министр экономики Ливана Джордж Корм, французский географ Ив Лакост, израильский посол Эли Барнави, американский социолог и экономист Саския Сассен.
Журнал используется студентами, дипломатами и преподавателями.
Каждый номер иллюстрирован картами и графиками.